# Liste des représentants des États-Unis pour la Virginie
Depuis 1993, l'État de Virginie dispose de onze représentants à la Chambre des représentants des États-Unis.

## Représentation actuelle à la Chambre des représentants (2023-2025)
| District et Nom | District et Nom    | District et Nom    | Début du mandat                              | Parti       |
| --------------- | ------------------ | ------------------ | -------------------------------------------- | ----------- |
| 1               | Rob Wittman        | Rob Wittman        | 11 décembre 2007 (17 ans, 3 mois et 3 jours) | Républicain |
| 2               | Jen Kiggans        | Elaine Luria       | 3 janvier 2023 (2 ans, 2 mois et 11 jours)   | Républicain |
| 3               | Bobby Scott        | Bobby Scott        | 3 janvier 1993 (32 ans, 2 mois et 11 jours)  | Démocrate   |
| 4               | Jennifer McClellan | Donald McEachin    | 7 mars 2023 (2 ans et 7 jours)               | Démocrate   |
| 5               | Bob Good           | Denver Riggleman   | 3 janvier 2021 (4 ans, 2 mois et 11 jours)   | Républicain |
| 6               | Ben Cline          | Ben Cline          | 3 janvier 2019 (6 ans, 2 mois et 11 jours)   | Républicain |
| 7               | Abigail Spanberger | Abigail Spanberger | 3 janvier 2019 (6 ans, 2 mois et 11 jours)   | Démocrate   |
| 8               | Don Beyer          | Don Beyer          | 3 janvier 2015 (10 ans, 2 mois et 11 jours)  | Démocrate   |
| 9               | Morgan Griffith    | Morgan Griffith    | 3 janvier 2011 (14 ans, 2 mois et 11 jours)  | Républicain |
| 10              | Jennifer Wexton    | Jennifer Wexton    | 3 janvier 2019 (6 ans, 2 mois et 11 jours)   | Démocrate   |
| 11              | Gerry Connolly     | Gerry Connolly     | 3 janvier 2009 (16 ans, 2 mois et 11 jours)  | Démocrate   |

### Démographie

#### Partis politiques
- six démocrates
- cinq républicains

#### Sexes
- sept hommes (trois démocrates et quatre républicains)
- quatre femmes (trois démocrates et une républicaine)

#### Races
- dix Blancs (deux démocrates et huit républicains)
- un Afro-Asio-Américain (un démocrate)

#### Religions
- Christianisme : dix
  - Catholicisme : deux
  - Protestantisme :
    - Baptisme : un
    - Épiscopalisme : trois
    - Presbytérianisme : deux
    - Science chrétienne : un
    - Protestantisme non spécifié : un
    - Épiscopalisme : un

#### Âge
- De 40 à 50 ans : deux
- De 50 à 60 ans : trois
- De 60 à 70 ans : six

## Premières
- John Mercer Langston est le premier Afro-Américain de l'État à être élu au Congrès en 1880[1].
- Leslie L. Byrne est la première femme de l'État à être élue au Congrès en 1992.
- Bobby Scott est le premier Asio-Américain de l'État et le premier Philippino-Américain né aux États-Unis à être élu au Congrès en 1993.